# Placogorgia bebrycoides
Placogorgia bebrycoides är en korallart som beskrevs av Nutting 1910. Placogorgia bebrycoides ingår i släktet Placogorgia och familjen Plexauridae. Inga underarter finns listade i Catalogue of Life.